# Cima di Moia
La Cima di Moia (3.010 m s.l.m. - Hirbernock in tedesco) è una montagna del Gruppo della Cima Dura (Durreckgruppe), parte di Gruppo del Venediger nelle Alpi dei Tauri occidentali. Si trova Trentino-Alto Adige (provincia di Bolzano). La Cima di Moia è terzo per altezza del Gruppo della Cima Dura. La montagna è collocata tra la Valle Aurina e la Valle di Riva. Si trova a 2 km a nord est della Cima Dura (3135m s.l.m.), la montagna più alta del Gruppo della Cima Dura.